# Człowiek roku
Człowiek roku (oryg. Man of the Year) – film z 2006 roku w reżyserii Barry’ego Levinsona.

## Fabuła
Tom Dobbs (Robin Williams) karierę prezentera telewizyjnego zawdzięcza uszczypliwej krytyce ludzi władzy. Pewnego razu przychodzi mu do głowy pomysł - może by tak stanąć do wyścigu prezydenckiego? Żart daje początek ruchowi obywatelskiemu i doprowadza do umieszczenia nazwiska gwiazdora na liście kandydatów. Nieoczekiwanie Tom wygrywa kampanię wyborczą i ma zostać przywódcą kraju. Jednak specjalistka od maszyn do głosowania odkrywa, że zwycięstwo Dobbsa było wynikiem defektu aparatury jej firmy. Na kilka chwil przed inauguracją nowy przywódca staje przed trudnym wyborem: wrócić na estradę czy pozostać w Białym Domu i naprawdę namieszać?

## Obsada
- Robin Williams – Tom Dobbs
- Christopher Walken – Jack Menken
- Laura Linney – Eleanor Green
- Lewis Black – Eddie Langston
- Jeff Goldblum – Alan Stewart
- David Alpay – Danny
- Doug Murray – Mathias
- Rick Roberts – Hemmings
- Karen Hines – Alison McAndrews
- Linda Kash – Jenny Adams